# Brahim Nekkach
Brahim Nekkach, né le 5 mai 1982 à Casablanca, est un footballeur marocain évoluant au poste de milieu défensif au Union Touarga Sport.

## Statistiques
| Matches internationaux de Brahim Nekkach | Matches internationaux de Brahim Nekkach | Matches internationaux de Brahim Nekkach  | Matches internationaux de Brahim Nekkach | Matches internationaux de Brahim Nekkach | Matches internationaux de Brahim Nekkach | Matches internationaux de Brahim Nekkach | Matches internationaux de Brahim Nekkach |
| 0                                        | Date                                     | Lieu                                      | Adversaire                               | Score                                    | Résultats                                | Compétitions                             |                                          |
| ---------------------------------------- | ---------------------------------------- | ----------------------------------------- | ---------------------------------------- | ---------------------------------------- | ---------------------------------------- | ---------------------------------------- | ---------------------------------------- |
| 1                                        | 15 novembre 2015                         | Stade Nkoantoma, Bata, Guinée équatoriale | Guinée équatoriale                       | —                                        | 1-0                                      | Éliminatoires Coupe du monde 2018        |                                          |

## Palmarès
FAR de Rabat
- Coupe du trône
  - Champion : 2009

 DH El Jadida
- Coupe du trône
  - Champion : 2014

 Wydad Athletic Club :
- Championnat du Maroc
  - Champion : 2015, 2017, 2019
- Ligue des Champions de la CAF
  - Champion : 2017
- Supercoupe de la CAF
  - Champion : 2018